# Pavetta bidentata
Pavetta bidentata är en måreväxtart som beskrevs av William Philip Hiern. Pavetta bidentata ingår i släktet Pavetta och familjen måreväxter.

## Underarter
Arten delas in i följande underarter:
- P. b. bidentata
- P. b. sessilifolia